# Follow Me (песня Muse)
«Follow Me» — третий сингл альтернативной рок-группы Muse из их шестого альбома The 2nd Law.

## О песне
Песня является одой отцовству Мэтта Беллами. В начале трека слышно сердцебиение сына Беллами, записанное на iPhone.
Группа сотрудничала с Nero (группа) при записи, чтобы создать более успешный электронный микс песни. Вокальный диапазон Мэтта в песне с G2 на B4, самый широкий диапазон на альбоме.
В видео «Follow Me (Lyric Video)» на 1:42 и 1:43, размещенное Muse, можно увидеть что-то вроде «ошибки», белый экран компьютера, в этот момент, снизу, справа, адрес веб-сайта «f0110w.me». Пройдя по этому адресу, можно скачать аудио «Follow Me», записанное на арене «O2» 27 октября 2012 года
.

## Список композиций
| №  | Название    | Длительность |
| -- | ----------- | ------------ |
| 1. | «Follow Me» | 3:50         |

| №  | Название                               | Длительность |
| -- | -------------------------------------- | ------------ |
| 1. | «Follow Me (Live from the O2, London)» | 3:57         |

| №  | Название                                              | Длительность |
| -- | ----------------------------------------------------- | ------------ |
| 1. | «Follow Me (Album Version)»                           | 3:50         |
| 2. | «Follow Me (Jacques Lu Cont's Thin White Duke Remix)» | 5:54         |